# سعيد بن أسلم الكلابي
سعيد بن أسلم بن زرعة الكلابي والي مكران، أي على الحدود الشرقية للخلافة الأموية التابعة للحجاج بن يوسف، الحاكم العام للعراق والخلافة الشرقية في 694.

## حياته
سعيد هو ابن أسلم بن زرعة، زعيم قبيلة بني كلاب، وزعيم فصيل قيس في جيشي المسلمين في البصرة وخراسان، وحاكم خراسان في 677-679.
عندما تمرد معظم جنود الحجاج البصريين ضده في معسكره في الرستقباد بالأحواز بعد أن أعلن عن تخفيض رواتبهم، كان سعيد من بين الذين ظلوا مخلصين له، وبها كافأه على ذلك بتولي حكم مكران.
بعد فترة وجيزة من توليه منصبه، قُتل في هجوم شنه محمد ومعاوية ، وهما ابنا الحارث الإيلافي، اللذين توليا بعد ذلك السيطرة على المنطقة الحدودية. وفقا للبلاذري (ت 892) ، أرسل الحجاج مجاعة بن سعر التميمي كبديل لسعيد. في أعقاب وفاة سعيد، تبنى الحجاج ابنه مسلم، وقام بتربيته مع أطفاله. شغل مسلم منصب والي خراسان.